# Gōryakugana
I gōryakugana (合略仮名? letteralmente "kana combinati abbreviati"), anche noti come tsuzukikana (続き仮名?) o kana gōji (仮名合字?), sono delle legature utilizzate per abbreviare combinazioni sia di hiragana che di katakana. Salvo pochi casi, queste forme, ormai desuete, non sono state codificate nel sistema Unicode.

## Storia
Nel 1876, a Vienna, è stato pubblicato un compendio di lettere e caratteri di vari sistemi di scrittura. Intitolata Alfabete des gesammten Erdkreises, la pubblicazione contiene 79 legature di hiragana e 14 di katakana. A partire dal 1900 (il 33º anno dell'era Meiji), la scrittura dei gōryakugana ha iniziato a cadere progressivamente in disuso, poiché secondo un'ordinanza del governo emessa quell'anno, ogni kana dovrebbe corrispondere a una singola sillaba.
Fino al 2000, i gōryakugana non si potevano trovare in nessun sistema di codifica dei caratteri; i primi caratteri ad essere aggiunti nella codifica dello standard JIS (Japanese Industrial Standards) sono ヿ? (da leggersi コト?, koto) e ゟ? (より?, yori). Nel 2002 essi sono stati adottati anche dalla versione Unicode 3.2. Nel 2009, nella versione 5.2, è stata aggiunta la forma 𪜈? (トモ?, tomo); quest'ultima è stata registrata nel blocco Unicode "Estensione C degli ideogrammi del set CJK unificato" (contenente i caratteri da U+2A700 a U+2AFFF). Nel 2017, nella versione 10.0, è stata aggiunta la forma 𬼀? (シテ?, shite), che è stata registrata nel blocco "Estensione F degli ideogrammi del set CJK unificato" (che comprende i caratteri da U+2CEB0 a U+2EBEF).

## Lista di legature

### Katakana
Di seguito sono elencate le legature di katakana, accompagnate dal carattere Unicode laddove presente.
| Carattere | Pronuncia      | Aspetto               | Derivato da          |
| --------- | -------------- | --------------------- | -------------------- |
| -         | トイフ?, toifu | , ossia 丿? + 云?     | Unione tra ト? e 云? |
| -         | トキ?, toki    | , ossia 丿? + キ?     | Unione tra ト? e キ? |
| -         | トテ?, tote    | , ossia 丿? + テ?     | Unione tra ト? e テ? |
| 𪜈?       | トモ?, tomo    | 、ossia 丿? + モ?     | Unione tra ト? e モ? |
| 𪜈゙?       | ドモ?, domo    | ゛, ossia 丿? + モ゛? | Unione tra ド? e モ? |
| -         | ヨリ?, yori    | , ossia ヨ? + リ?     | Unione tra ヨ? e リ? |

I seguenti due caratteri possono essere considerati delle legature, anche se talvolta non vengono categorizzati come tali.
| Carattere | Pronuncia    | Aspetto | Derivato da                                                                      |
| --------- | ------------ | ------- | -------------------------------------------------------------------------------- |
| ヿ?       | コト?, koto  |         | Unione tra コ? e ト?, oppure una semplificazione grafica (ryakuji) del kanji 事? |
| 𬼀?       | シテ?, shite |         | Unione tra シ? e テ?, oppure un ryakuji del kanji 為?                            |

### Hiragana
Di seguito sono elencate le legature di hiragana. Soltanto due caratteri sono stati inclusi in Unicode. Le legature di hiragana venivano utilizzate prevalentemente nella scrittura verticale, come si può anche evincere dalla loro forma.
| Carattere | Pronuncia                                  | Aspetto | Derivato da                                                                                                  |
| --------- | ------------------------------------------ | ------- | --- |
| -         | かしこ?, kashiko                           |         | Unione tra 𛀚?, し? e こ?                                                                                    |
| -         | かしこ?, kashiko                           |         | Unione tra 𛀚?, し? e こ?                                                                                    |
| -         | こと?, koto                                |         | Unione tra こ? e と?                                                                                         |
| -         | ごと?, goto                                | ゛      | Unione tra ご? e と?                                                                                         |
| -         | さま?, sama                                |         | Unione tra さ? e 𛃅?                                                                                         |
| ゟ?       | より?, yori                                |         | Unione tra よ? e り?                                                                                         |
| -         | まゐらせさうらふ 参らせ候ふ? , mairasesōrō | o       | Semplificazione grafica dei vari hiragana; Alternativamente, una legatura tra i ryakuji dei kanji 参? e 候?. |

## Caratteri simili
- Il carattere 〼?, da leggersi ます?, masu, viene impiegato come pittogramma per indicare l'unità di misura "masu" (枡?, oppure 升?), utilizzata per quantificare il riso.[20] Un masu corrisponde a una cassa colma di chicchi di riso; il carattere 〼? ricalca le forme di tale cassa. In passato, il carattere veniva utilizzato anche come forma abbreviata delle sillabe ます?, masu, cfr. 有り〼? al posto di 有ります、あります?, arimasu.[21][22]
- Esistono dei kanji abbreviati la cui componente fonetica viene resa con un kana. Tali forme si chiamano ryakuji e non sono da considerarsi come legature di kana.
  - Per esempio, 機? può essere reso graficamente come , 議? come , 摩? e 魔? come .[23]
- Più recentemente, nello slang di internet, sono comparsi esempi in cui un singolo kana viene impiegato per indicare due suoni diversi:
  - 托い?, utilizzato al posto di キモい?, kimoi ("disgustoso"); in questo caso il kanji 托? è da interpretarsi come l'unione tra i kana キ? e モ?.[24]
  - Un altro esempio è モルール?, la cui lettura è monorēru (cfr. モノレール?, "monorotaia") anziché "morūru". Il primo ル? è da interpretarsi come l'unione tra ノ? e レ?.[25]